# Ivan Enin
Ivan Vladimirovič Enin (in russo Иван Владимирович Енин?; Cherson, 6 febbraio 1994) è un calciatore russo, centrocampista del Černomorec Novorossijsk.

## Carriera
Ha giocato nella massima serie lettone e in quella bosniaca. Inoltre, ha giocato anche 7 partite di qualificazione per l'Europa League, realizzandovi anche una rete.

## Palmarès

### Club

#### Competizioni nazionali
- Coppa di Lettonia:

Riga FC: 2018
- Campionato lettone: 1

Riga FC: 2018
- Pervenstvo Futbol'noj Nacional'noj Ligi: 1

Torpedo Mosca: 2021-2022